# Namnlösan, Borgå
Namnlösan är en ö i Finland. Den ligger i Finska viken och i kommunen Borgå i den ekonomiska regionen  Borgå i landskapet Nyland, i den södra delen av landet. Ön ligger omkring 54 kilometer öster om Helsingfors.
Öns area är 0,5 hektar och dess största längd är 90 meter i nord-sydlig riktning.